# Rodney Bagley
Rodney D. Bagley (Ogden (Utah), 2 de outubro de 1934) é um engenheiro, co-inventor do conversor catalítico.